# Richard Bube
Richard H. Bube (Providence, Rhode Island; 10 de agosto de 1927-9 de junio de 2018) fue un científico estadounidense.

## Carrera académica
Bube recibió su Sc.B en la Universidad de Brown en 1946, y su M.A. (1948) y Ph.D. (1950) por la Universidad de Princeton.
Fue un investigador en los laboratorios RCA en Princeton, Nueva Jersey desde 1948 hasta 1962. Después practicó la enseñanza en la Universidad de Stanford, donde fue un profesor asociado desde 1962 hasta 1964, cuando se convirtió en profesor de ciencias materiales e ingeniería eléctrica. Sirvió a su departamento entre 1975 y 1986.

### Ingeniería
- Electrons in solids : an introductory survey (1982, 1992), Richard H Bube[2]
- Photoconductivity of solids (1960, 1978)
- Fundamentals of solar cells: photovoltaic solar energy conversion co-authored with Alan L Fahrenbruch (1983)
- Electronic properties of crystalline solids: an introduction to fundamentals (1974)
- Photoelectronic properties of semiconductors by Richard H Bube (1992)[3]
- Photovoltaic materials (1998), ISBN 1-86094-065-X
- Photoinduced defects in semiconductors co-authored with David Redfield (1996)[4]
- Annual review of materials science (1971-onward)

### Obras de religión y ciencia
- Putting it all Together: Seven Patterns for Relating Science and the Christian faith. University Press of America, 1995. ISBN 0-8191-9755-6.
- The Encounter between Christianity and Science (1968)
- The Human Quest: a New Look at Science and the Christian Faith (1971, 1976)
- To Every Man an Answer: a Systematic study of the Scriptural basis of Christian Doctrine (1955)
- One Whole Life. (self-published autobiography). 530 pages. 1995.[5]

#### Capítulos de libros
- "Man in the Context of Evolutionary Theory". Horizons of science : Christian scholars speak out. Ed. Carl F. H. Henry. Harper & Row, 1978. ISBN 0-06-063866-4.
- "Scientist as Believer". Expanding humanity's vision of God : new thoughts on science and religion. Ed. Robert L. Herrmann. Templeton Foundation Press, 2001. ISBN 1-890151-50-5.
- "Postscript: Final Reflections on the Dialogue". Summaries by Richard H. Bube and Phillip E. Johnson. Three Views on Creation and Evolution. pp. 249-266. Zondervan, 1999. ISBN 0-310-22017-3.